# Stadtpfarrkirche Voitsberg

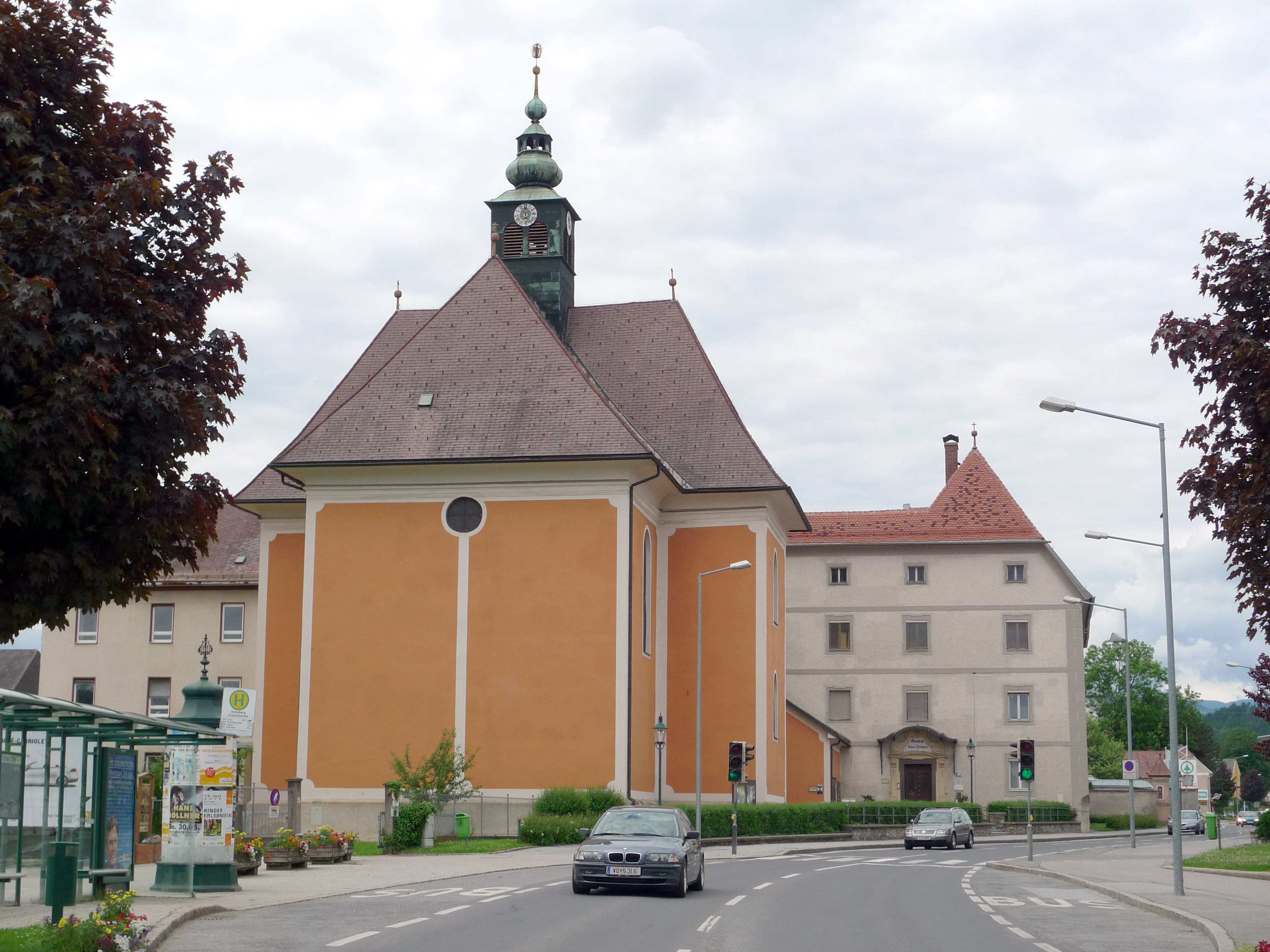
Stadtpfarrkirche St. Josef in Voitsberg, Ansicht von Osten

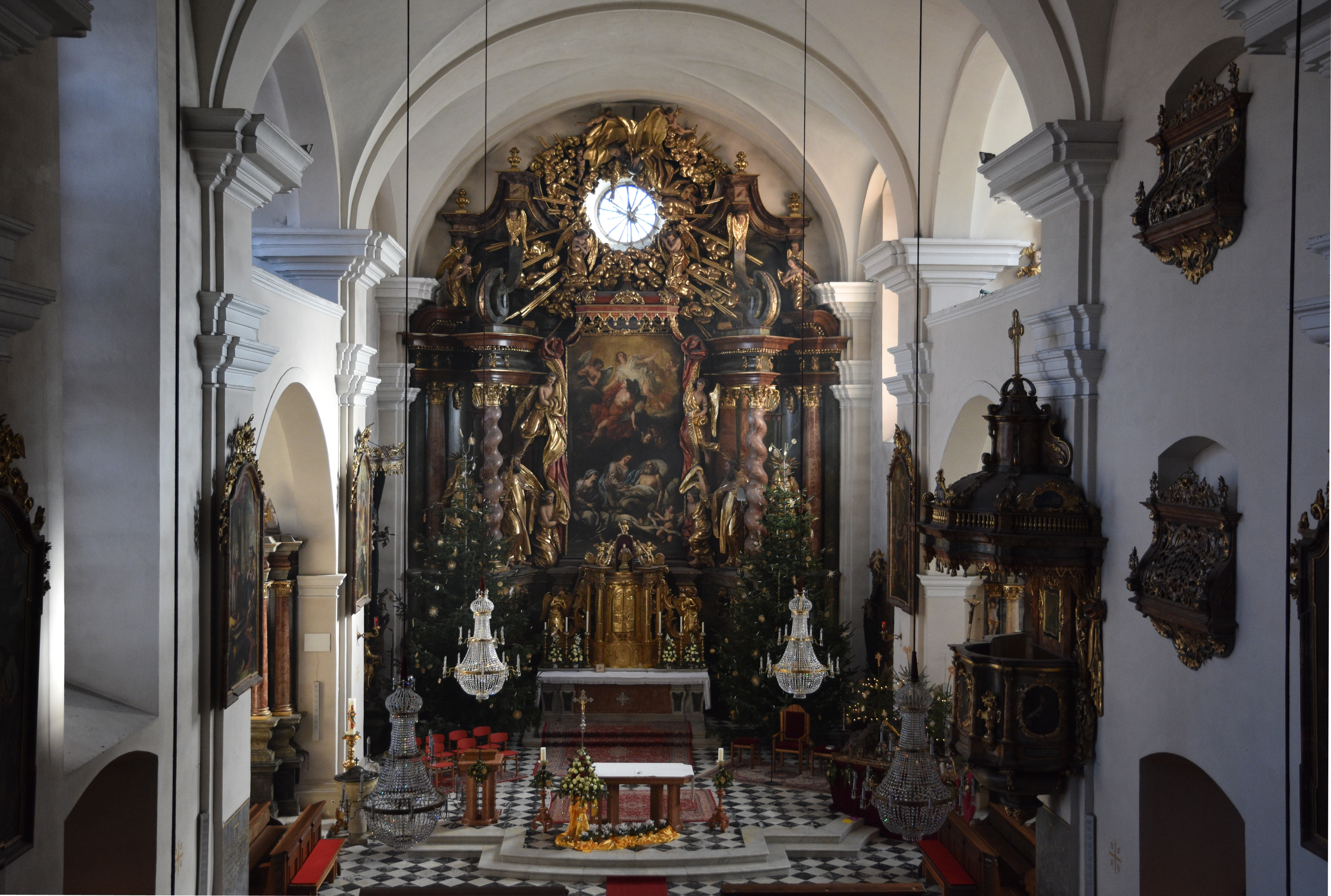
Der Altarraum der Stadtpfarrkirche

Die römisch-katholische Stadtpfarrkirche Voitsberg steht in der Stadtgemeinde Voitsberg in der Weststeiermark. Ihre Geschichte reicht bis in das Ende des 13. Jahrhunderts zurück. Der heutige Kirchenbau stammt aus dem Ende des 17. und dem Beginn des 18. Jahrhunderts. Die zu Ehren des heiligen Josef von Nazaret geweihte Kirche gehört zum Dekanat Voitsberg in der Diözese Graz-Seckau. Das Gebäude steht unter Denkmalschutz.

## Standort
Die Kirche steht westlich des Hauptplatzes, außerhalb der Altstadt der Stadtgemeinde Voitsberg, in der Conrad-von-Hötzendorf-Straße 25.

## Geschichte
An der Stelle der heutigen Kirche stand ursprünglich eine Kapelle des 1299 erstmals erwähnten Spitals; ihre Patronin war die heilige Elisabeth. Für die Jahre 1395 und 1426 sind Kirchweihen belegt, die einen Kirchenneubau erwähnen, wobei jedoch unklar bleibt, ob es sich dabei um diese oder die Kapelle des Bürgerspitals handelte. Im Jahr 1395 ging die Kapelle als Klosterkirche an das neu gegründete Karmeliterkloster. Für das 15. Jahrhundert ist eine Seitenkapelle unter dem Patrozinium der heiligen Maria mit den Gräbern der Klosterstifter belegt, die 1690 durch den Neubau der Lorettokapelle ersetzt wurde. In der noch erhaltenen Krypta wurden ab 1680 die Mönche beigesetzt; sie liegt unterhalb der heutigen Sakristei.
Der heutige Kirchenbau wurde zwischen 1690 und 1708, wahrscheinlich unter dem Baumeister Bartholomäus Ebner errichtet und erst vor 1739 mit dem eigentlichen Kloster baulich verbunden. Im Jahr 1765 wurde der Grabstein der Klosterstifter in die Lorettokapelle verlegt. Das Kloster wurde 1812 aufgelassen und seit 1816 ist die ehemalige Klosterkirche die Stadtpfarrkirche von Voitsberg. In den Jahren 1856 und 1860 fanden erste Renovierungsarbeiten im Kircheninneren statt, wobei auch die Kirchenstühle erneuert wurden. Im Jahr 1869 wurde der Dachreiter saniert und 1888 wurde unter der Leitung des Architekten August Ortwein der gesamte Innenraum generalsaniert. In den Jahren 1908, 1958/1959 sowie 1984/85 fanden erneute Restaurierungsarbeiten am Innenraum sowie 2001 eine Sanierung der Krypta statt.

## Beschreibung

### Außenbereich

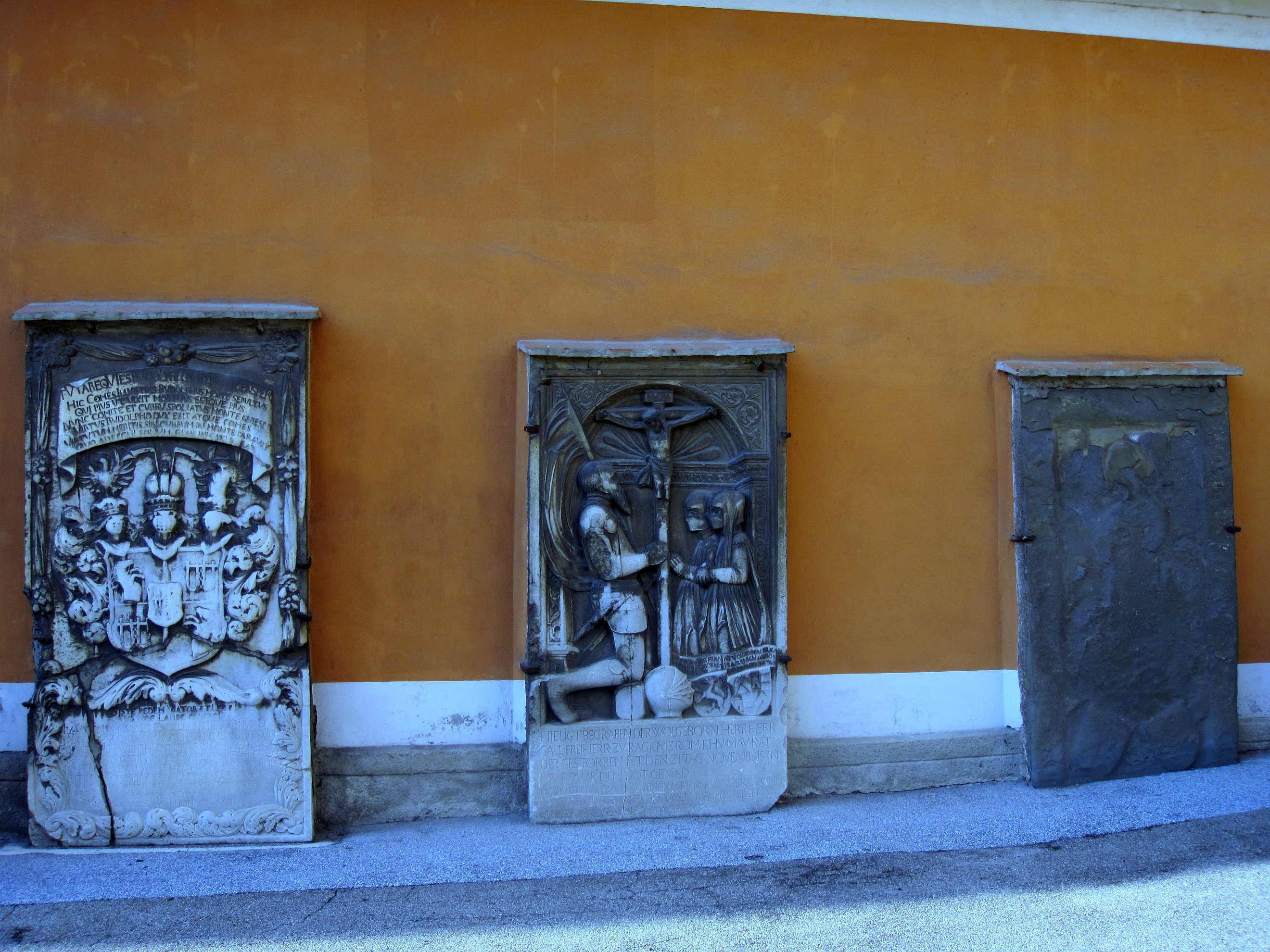
Die Außenmauer mit den beiden Grabsteinen und der figürlichen Darstellung

Die Kirche hat einen kreuzförmigen Grundriss und ein Walmdach. Auf dem Dach befindet sich ein Dachreiter mit einer Zwiebelhaube und Laterne. Die Außenmauer ist durch Putzpilaster gegliedert. Über dem nördlichen Eingang steht die Jahreszahl 1701. An der Außenmauer findet man eine Darstellung von knienden Figuren vor einem Kreuz, den figürlichen Grabstein des 1557 gestorbenen Gall Freiherrn von Ragkniz, der ihn in Rüstung zeigt, sowie den Grabstein des 1679 verstorbenen Rudolf von Wagensperg.
In dem Dachreiter hängen drei Glocken, die 1999 von der Glockengießerei Rudolf Perner
in Paussau gegossen wurden. Ihre Tonfolge mit c", d" und f" ergibt ein Gloria-Motiv.

### Innenraum
Die Kirche hat ein verhältnismäßig schmales und hohes, vierjochige Langhaus. Auf gestuften Wandpfeilern mit kräftigen Kapitellen liegt ein Kreuzgratgewölbe mit Gurten und umlaufenden Gesimsen auf. Seitlich des östlichen Joches sind Kapellenräume mit Emporen angebaut. Der einjochige Chor hat einen geraden Abschluss. Nördlich an das Langhaus wurde die Lorettokapelle angebaut. Die gemauerte dreiachsige Empore im westlichen Teil des Langhauses ruht auf Rechteckpfeilern und hat ein im dritten Viertel des 18. Jahrhunderts im Stil des Rokoko geschnitztes Brüstungsgitter.

#### Hochaltar
Der durch ein Chronogramm auf das Jahr 1711 zu datierende Hochaltar füllt den gesamten Chorschluss aus und wird Marx Schokotnigg zugeschrieben. Insgesamt sechs Säulen tragen die Himmelsglorie mit ausgespartem Rundfenster. Vor dem mit Engelsfiguren flankierten Rundfenster ist die Darstellung einer Taube als Symbol des Heiligen Geistes angebracht. Das von einem Baldachin umgebene Altarblatt zeigt in einem Gemälde von Franz Carl Rempp den Tod des heiligen Josef. Jeweils zwei Statuen links und rechts vom Altarbild stellen die Heiligen Teresa von Ávila, Elija, Elisäus sowie Maria Magdalena von Pazzi dar. Im Jahr 1888 wurde der Hochaltar von Wilhelm Sirach neu vergoldet. Das freistehende Tabernakel von 1858 zeigt an den Türen eine Szene mit den Emmausjüngern. Die Mensa des Hochaltars wurde 1908 von dem Steinmetzen Grein geschaffen.

#### Seiten- und Nischenaltäre
Der Marienaltar in der nördlichen Seitenkapelle wurde 1708 der heiligen Maria vom Berg Karmel gewidmet. 1888 überarbeitete August Ortwein den Altaraufbau. Aus demselben Jahr stammen das heutige Altarbild sowie das Bildnis im Altarauszug mit Maria von der immerwährenden Hilfe sowie dem Unbefleckten Herzen Mariä. Auf dem Altar steht eine im 18. Jahrhundert gefertigte Statue des Prager Jesuleins. Weiters befinden sich zwei Figuren der Heiligen Barbara und Walburga auf dem Altar, die 1890 aus der Margarethenkirche hierher verbracht wurden. Der Kreuzaltar in der südlichen Seitenkapelle wurde 1709 aufgestellt; er trägt ein aus dem dritten Viertel des 17. Jahrhunderts stammendes Kruzifix sowie zwei Statuen der Heiligen Maria und des Evangelisten Johannes. Der Altarauszug sowie die Mensa wurden 1888 von August Ortwein überarbeitet und neu gestaltet. Das Herz-Jesu-Bild im Altarauszug stammt aus jener Zeit. Ferner befindet sich eine im Jahr 1893 hierher verbrachte Reliquie des heiligen Pankratius im Altar. Beide Seitenaltäre sind durch ein im ersten Drittel des 18. Jahrhunderts angefertigtes Kommuniongitter aus Holz mit dem Hochaltar verbunden.
Der sogenannte Kredenzaltar wurde 1708 zu Ehren der heiligen Elisabet geweiht, wurde aber ab 1812 nur mehr als Mariazeller Altar bezeichnet. Im Jahr 1958 wurde das aus der Margarethenkirche stammende Hochaltarbild der heiligen Margareta hierher verbracht. Im Altarauszug befindet sich ein Bildnis des sogenannten Klagenfurter Leidenshauptes. Auf dem Altar stehen zwei Figuren der Heiligen Rochus und Sebastian, die aus dem Beginn des 18. Jahrhunderts stammen und 1893 aus der Michaelkirche hierher verbracht wurden. Vor 1945 wurde ein vermutlich 1669 gemaltes Bild des heiligen Anastasius auf der Mensa des Altares aufgestellt. Der Annenaltar an der Nordwand der Kirche wurde 1708 geweiht und trägt ein um 1760 gemaltes Bildnis der heiligen Anna. Zwei zwei Figuren auf dem Altar stellen unbenannte Heilige des Karmelitenordens dar. Der ebenfalls 1708 geweihte Familienaltar befindet sich gegenüber dem Annenaltar und ist der heiligen Maria Magdalena von Pazzi gewidmet. Das um 1760 gemalte Altarbild zeigt die Heilige Familie. Wie auch auf dem Annenaltar, so befinden sich auf dem Familienaltar zwei Figuren unbekannter Karmelitenheiliger. Der heutige Durchgang von der Sakristei zum Querschiff war früher die Anastasiuskapelle. Der 1708 geweihte Altar steht noch heute dort. Anstelle des Altarbildes trägt er angeblich die Gebeine des heiligen Markus, welche die Mönche 1399 für die Klostergründung nach Voitsberg gebracht haben sollen. Wie es heißt, stammt die Mensa des Altars aus der alten Elisabetkapelle. Gegenüber befindet sich ein Bildnis des Ölberges.
Darüber hinaus findet man in der Kirche die Reste eines spätgotischen Flügelaltares aus der Zeit um 1520, der aus der Heiligenblutkirche hierher verbracht und 1951/52 restauriert wurde. Seine fassungslosen Reliefs zeigen an den Flügeln Darstellungen der Apostel und im Schrein die Heilige Dreifaltigkeit.

#### Kanzel
Die Kanzel wurde 1732 von Hans Michael Schmidt farbig gefasst und zwischen 1760 und 1770 mit Ornamenten im Stil des Rokoko versehen. Am Kanzelkorb befinden sich Darstellungen der Kirchenväter Augustinus von Hippo, Ambrosius von Mailand, Gregor des Großen und Hieronymus. An der Stelle des einfachen Kreuzes befand sich bis 1908 eine Statue des heiligen Angelus.

#### Orgel, Gemälde und Einrichtung
Das Oratoriumgitter sowie der Prospekt der 1902 von Konrad Hopferwieser senior mit 19 Registern gebauten Orgel sind ebenfalls im Rokokostil gehalten. 1987 wurde die Orgel von Orgelbau Kögler aus St. Florian bei Linz erneuert. Das Nord- sowie das Südportal der Kirche haben innen eine geschnitzte Umrahmung aus dem Anfang des 18. Jahrhunderts. An den Wandpfeilern hängen sieben Gemälde aus der Zeit um 1760 bis 1770, die das Leben des heiligen Josef zeigen. Auf der Orgelempore hängen zwei gleichzeitige Bilder der Heiligen Albertus und Johannes Nepomuk. Die barocken Kirchenstühle stammen wie die einheitliche Ausstattung der Sakristei aus dem Anfang des 18. Jahrhunderts. Der vermutlich in Salzburg aus Rotmarmor gefertigte Grabstein des 1413 gestorbenen Klostergründers Friedrich von Hanau und seiner 1424 verstorbenen Tochter Anna von Laun zeigt mehrere behelmte und Wappenschilde tragende wilde Männer mit einem Ritterbundzeichen zwischen der Zimier. Im Jahr 1765 wurde der Grabstein mit einem reich geschnitzten Vorhang sowie einer Statue von Chronos und einer trauernden Frau versehen und als Priorsitz ausgestattet. Des Weiteren findet man die Grabmäler des 1723 gestorbenen Franz Anton Adolph von Wagensperg sowie des 1734 gestorbenen Rudolph von Wagensperg in der Kirche.